# Lisbutac
Lisbutac (Lisbutak, Lesibutak) ist eine osttimoresische Aldeia im Suco Manleuana (Verwaltungsamt Dom Aleixo, Gemeinde Dili). 2015 lebten in der Aldeia 1163 Menschen.

## Lage und Einrichtungen
Lisbutac liegt im Nordwesten des Sucos Manleuana. Die Aldeia nimmt den Osten des Stadtteils Lisbutac ein. Südlich und östlich liegt die Aldeia Lau-Lora, nördlich die Aldeia Badiac und nordwestlich die Aldeias Lemocari und Mundo Perdido. Im Westen liegt das Flussbett des Rio Comoro, der aber nur in der Regenzeit Wasser führt. Am anderen Flussufer liegt der Suco Tibar der Gemeinde Liquiçá.
Die Besiedlung beschränkt sich weitgehend auf den Westen der Aldeia bis zum Rio Comoro, während die Hügel im Osten nahezu unbesiedelt sind.
Im Norden liegt an der Rua do Fomento die Kapelle von Lisbutac.